# Mazu Daoyi

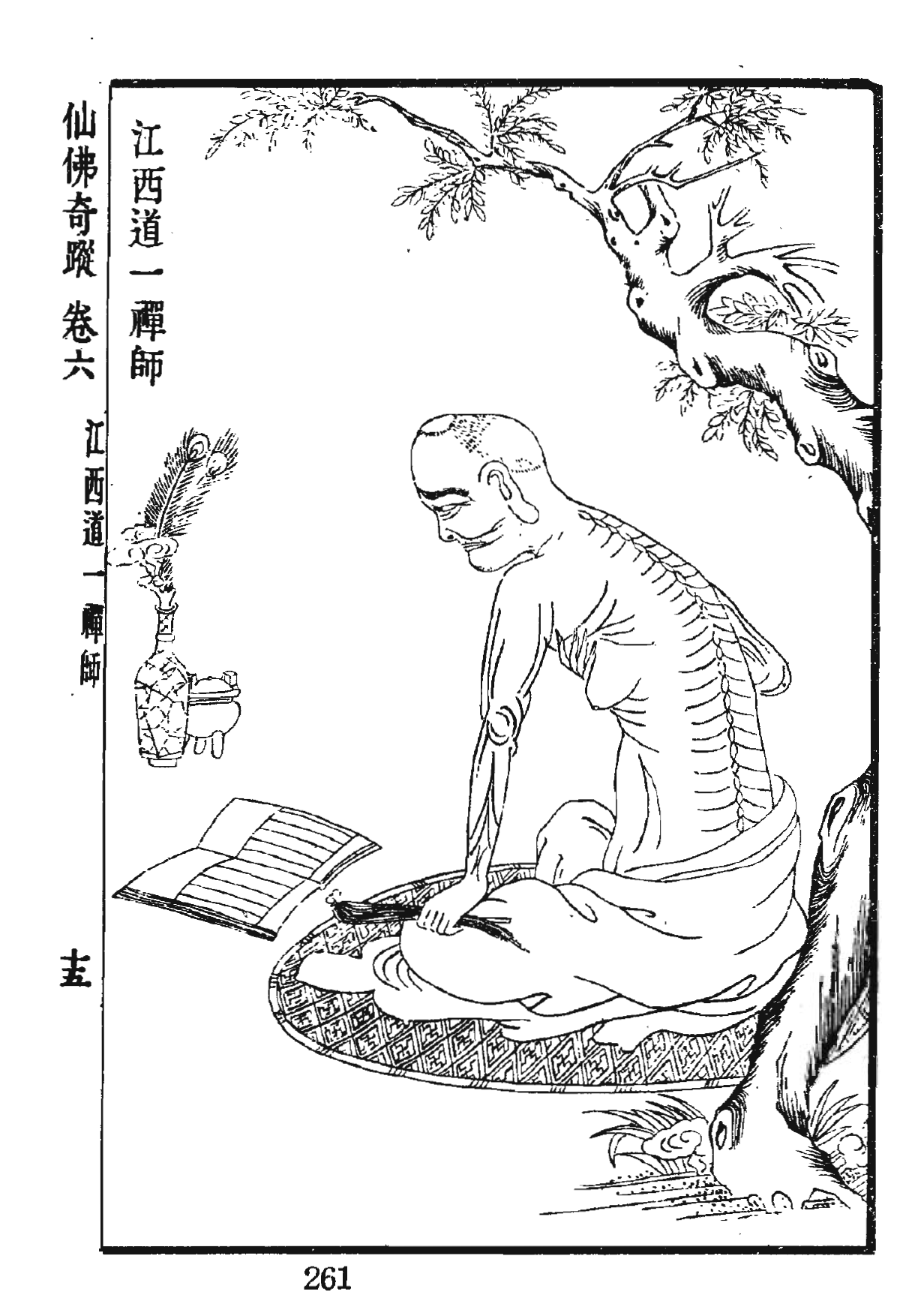
Mazu Daoyi

Mazu Daoyi (chinesisch 馬祖道一, Pinyin Mǎzǔ Dàoyī, W.-G. Ma tsu Tao yi; jap. 馬祖道一, Baso Dōitsu; * 709; † 788) war ein chinesischer Meister des Chan-Buddhismus. Er gilt als ein herausragender Meister der Tang-Zeit.
Als Schüler und Dharma-Erbe von Nanyue Huairang stand Mazu in der direkten Nachfolge des Patriarchen Huineng. Zu seinen bekanntesten Schülern zählen Baizhang Huaihai und Huangbo Xiyun.
Seine Koans im Biyan Lu und im Wumenguan zählen zu den bekanntesten, darunter die Koans 30 und 33 im Wumenguan, wo Baizhang die Frage stellt „Was ist Buddha?“ und die Antwort bekommt „Geist ist Buddha!“ und ein späterer Schüler auf die gleiche Frage die Antwort bekommt „Nicht Geist, nicht Buddha“, um ihn von seinen fixierten Vorstellungen zu befreien.